# دان دیلاوی
دان دیلاوی (انگلیسی: Don Dillaway؛ ۱۷ مارس ۱۹۰۳ – ۱۸ نوامبر ۱۹۸۲) یک بازیگر اهل ایالات متحده آمریکا بود.

## گزیده فیلمشناسی
از فیلم‌ها یا برنامه‌های تلویزیونی که وی در آن نقش داشته‌است می‌توان به آثار زیر اشاره کرد.
- سیمارون (فیلم ۱۹۳۱) (۱۹۳۱)
- زحمت را کم کن (۱۹۳۲)
- آمبرسون‌های باشکوه (۱۹۴۲)
- شورش کین (فیلم) (۱۹۵۴)
- رتیل (فیلم) (۱۹۵۵)
- طلوع در کمپوبلو (۱۹۶۰)